# نورث المهم (دژ)
نورث المهم (انگلیسی: North Elmham Castle) قلعه‌ای ویران در انگلستان است.